# Jersleben
Jersleben ist ein Ortsteil der Einheitsgemeinde Niedere Börde im Landkreis Börde in Sachsen-Anhalt.

## Geografie

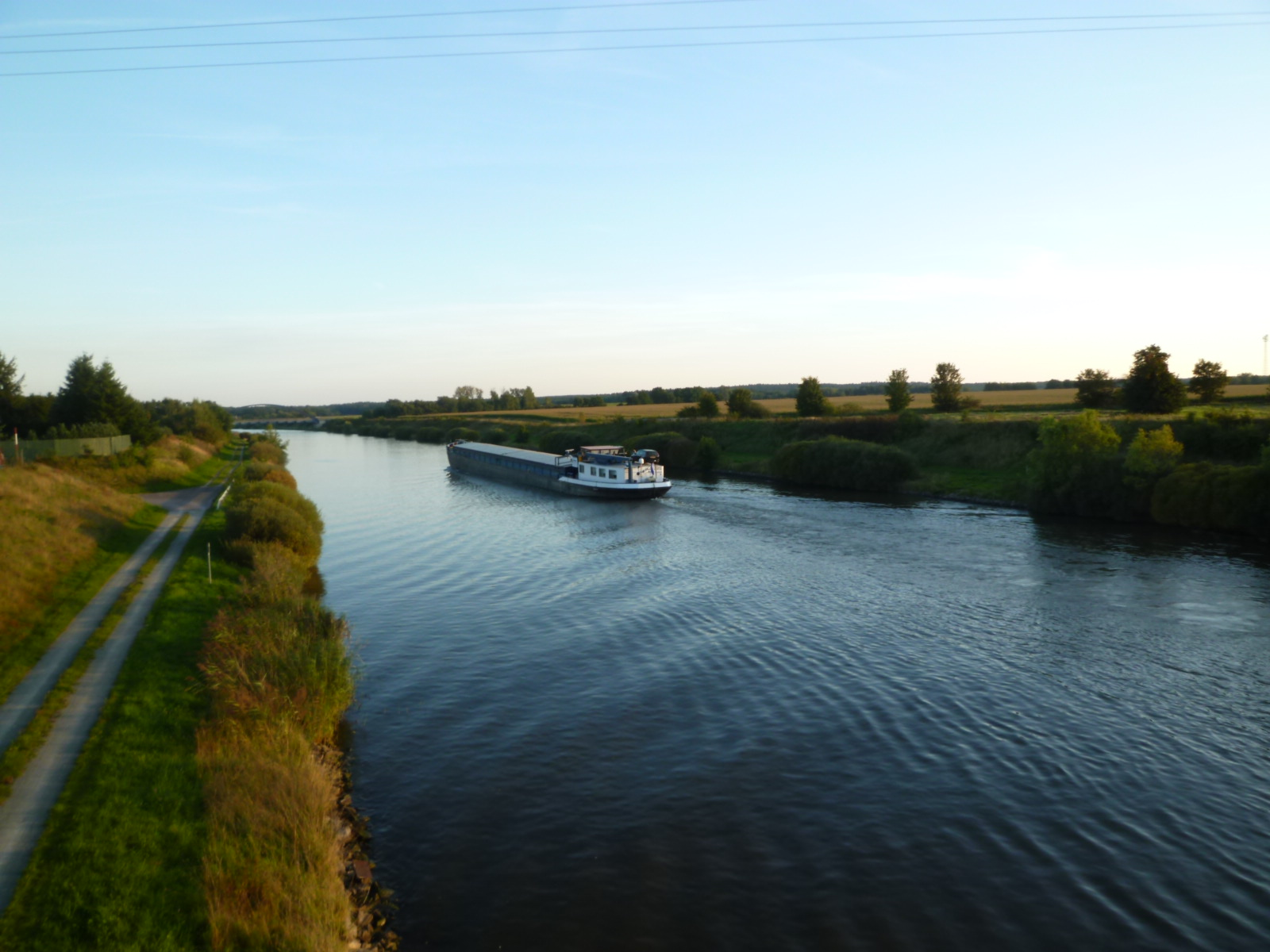
Der Mittellandkanal

Die Ortschaft Jersleben liegt etwa 15 km nördlich von der Landeshauptstadt Magdeburg und 4 km westlich von Wolmirstedt entfernt am Rande von Heide und Börde, zwischen Ohre und Mittellandkanal.

## Geschichte
Jersleben, auch Gersleve und Jersleve, wurde 1144 urkundlich erstmals erwähnt. Aufgrund der Endung des Ortsnamens auf leben geht man von einer Gründung durch die Warnen im 5. Jahrhundert aus.
In den Jahren 1660 und 1835 wurde Jersleben jeweils bei einem Großbrand zu dreiviertel zerstört. Durch die Großbrände und Beschädigungen im Dreißigjährigen Krieg war die Kirche des Ortes so stark in Mitleidenschaft gezogen, das 1892 bis 1893 eine neue Kirche errichtet wurde, die am 17. September 1893 vom Ortspfarrer eingeweiht wurde.
Anfang des 19. Jahrhunderts gab es im Ort eine Kartoffeltrockenfabrik und eine Molkereigenossenschaft. Ab 1905 gab es im Ort elektrischen Strom, welcher von der Mittelmühle erzeugt wurde. Es entstanden später noch die Melioartionsgenossenschaft sowie die Schlepper- und Dreschgemeinschaft. Die LPG Aufbau Jersleben wurde 1957 gegründet.
Südlich des Ortes entstand von 1928 bis 1935 der Mittellandkanal. Im Zuge des Baues des Mittellandkanales entstand der Jersleber See, das abgetragene Erdreich wurde zum Aufschütten der Kanalwände genutzt.

## Kulturdenkmale
Zu den Kulturdenkmälern des Ortes gehört neben der Kirche auch die Herrenmühle und die Mittelmühle. Die beiden Wassermühlen gelten als älteste Gebäude im Ort.

## Politik

### Wappen
Das Wappen wurde am 7. Januar 1997 durch das Regierungspräsidium Magdeburg genehmigt.
| Wappen von Jersleben | Blasonierung: „In Rot ein silbernes Mühlrad mit 16 Zähnen und 4 zwillingsweise rechtwinklig zueinander angeordneten Verstrebungen, auf der Mühlradnabe ein silbernes Mühleisen; im Schildhaupt und im Schildfuß in Silber ein blauer Wellenleistenstab.“ |
| Wappen von Jersleben | Wappenbegründung: Die Gemeinde Jersleben ist bedingt durch ihre Lage an der Ohre traditionell auch mit den Wassermühlen verbunden. Bereits im Jahre 1286 wird in der Chronik die erste Wassermühle erwähnt. Noch heute befinden sich im Dorf die Herren- und die Mittelmühle. Die blauen Wellenbalken symbolisieren zum einen die Ohre und den Mittellandkanal. Der Ort liegt genau zwischen beiden Gewässern, die Ohre fließt nördlich an Jersleben vorbei und der Mittellandkanal tangiert den Ort südlich, diese geografische Gegebenheit wird durch die Wellenbalken im Schildhaupt und Schildfuß dargestellt. |

Die Gemeindefarben sind Weiß - Rot.

## Persönlichkeiten
In Jersleben geboren wurde:
- Fritz Schmidt-Hoensdorf (1889–1967), Veterinärmediziner und Zoodirektor
- Theodor Teetzmann (1859–1930), Generalleutnant

Der Theologe Franz Heyne (1812–1886) war von 1878 bis zu seinem Tode Pfarrer an der Jersleber Kirche. Sein Nachfolger als Pfarrer war der Theologe und Historiker Friedrich Danneil. Der Theologe Heinrich Danneil war Ende des 19. Jahrhunderts Hilfsprediger an der Kirche.
Aus Jersleben stammt der Baumeister der 1430 vollendeten Spitalskirche von Oberwölz in der Steiermark, Hans Jersleben.